# کوبیرنو (شهرستان کروتوشن)
کوبیرنو (به لهستانی:  Kobierno) یک روستا در لهستان است که در گمینا کروتوشن واقع شده‌است.
 کوبیرنو  ۸۲۳ نفر جمعیت دارد.